# Cauchys integralformel
Cauchys integralformel, uppkallad efter Augustin Louis Cauchy, är en viktig matematisk formel inom komplex analys. Beviset för formeln, Cauchys integralsats, formuleras vanligtvis som följer: Låt f vara en analytisk funktion i det slutna område som definieras av en sluten kurva C som genomlöps i positiv riktning. För varje inre punkt z₀ i denna mängd gäller då att:
{\displaystyle f(z_{0})={\frac {1}{2\pi \mathrm {i} }}\int _{C}{\frac {f(z)dz}{z-z_{0}}}}
Detta resultat är Cauchys integralsats.
Beviset av satsen bygger på att värdet av integralen är invariant vid en deformation av integrationskonturen så länge integranden är analytisk i det slutna området mellan den ursprungliga och den deformerade konturen. Genom att utnyttja detta faktum för att kontinuerligt deformera C till en infinitesimal cirkel runt z₀ kan man sedan genom ett gränsvärdesargument visa satsen ovan.
Satsen kan generaliseras till:
{\displaystyle f^{(n)}(z_{0})={\frac {n!}{2\pi \mathrm {i} }}\int _{C}{\frac {f(z)}{(z-z_{0})^{n+1}}}dz}
där vänsterledet betecknar n:te derivatan av f. Denna generalisering kan användas till att uttrycka den n:te termen i en serieutveckling i form av en integral.